# Ford ZX2
Ford ZX2 – samochód sportowy klasy kompaktowej produkowany pod amerykańską marką Ford w latach 1997–2003.

## Historia i opis modelu

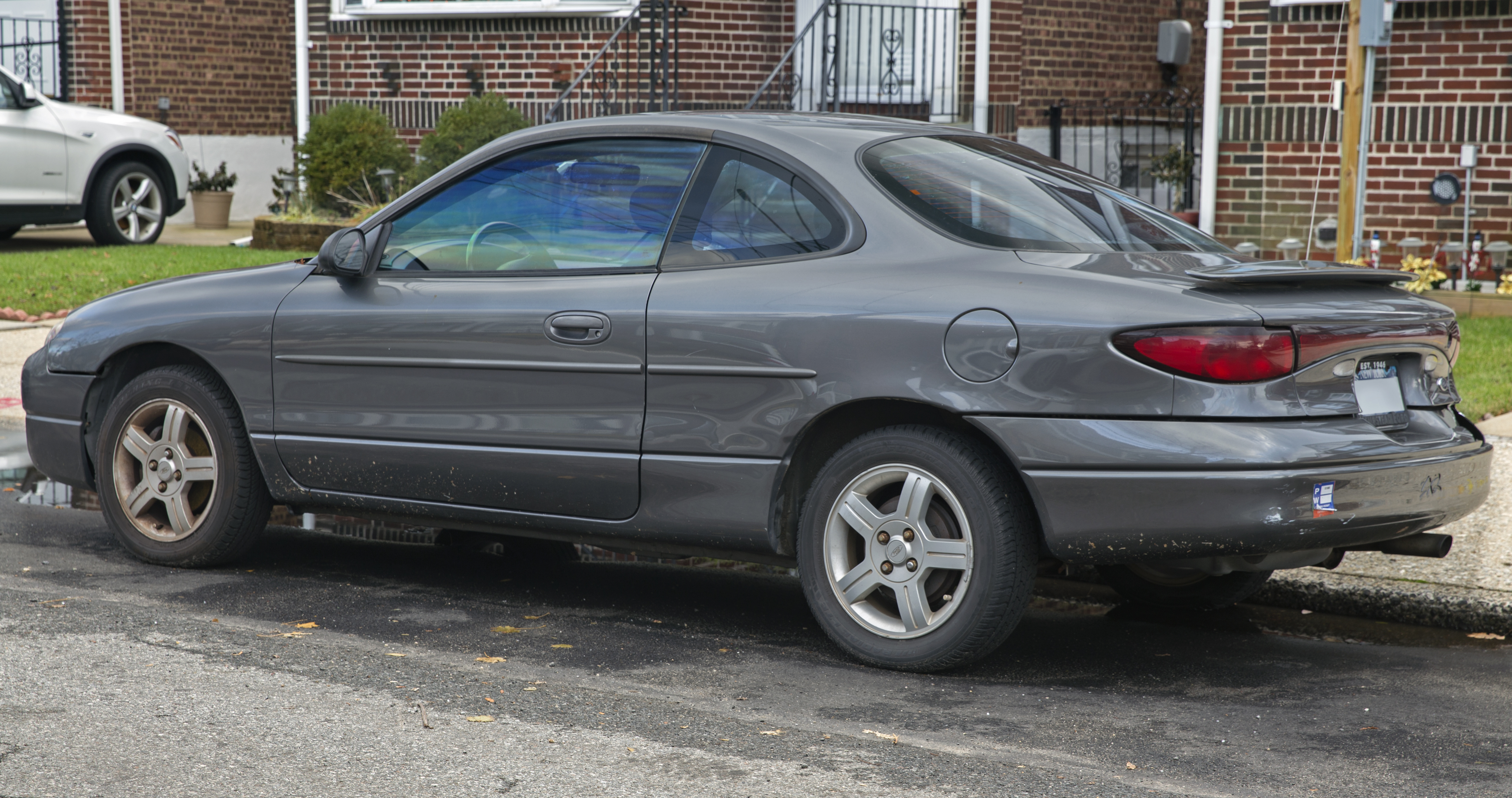
Ford ZX2 – tył

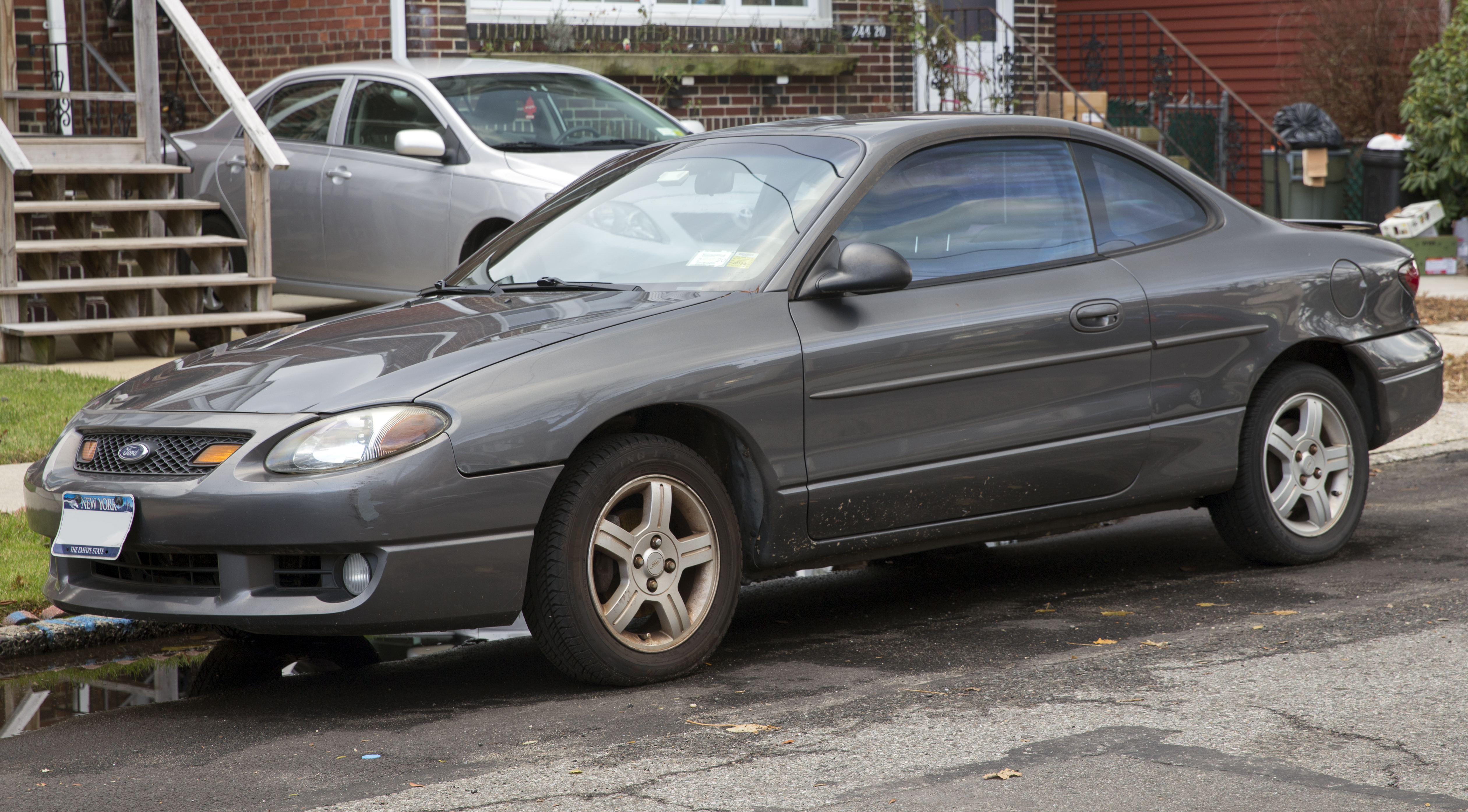
Ford ZX2 po liftingu

Pod koniec 1997 roku amerykański oddział Forda zdecydował się poszerzyć swoje portfolio o niewielki, kompaktowy samochód sportowy zbudowany na platformie trzeciej i zarazem ostatniej generacji tamtejszego Escorta. Model ZX2 utrzymano w awangardowej estetyce znanej już m.in. z modelu Taurus, przez co coupé wyróżniało się dużą liczbą owalnych i krągłych kształtów. Ponadto, charakterystycznym elementem były podwójne reflektory.

### Lifting
W ostatnim etapie produkcji, samochód przeszedł gruntowną modernizację pasa przedniego. W jej ramach pojawiła się duża atrapa chłodnicy, a także bardziej konwencjonalne jednoczęściowe reflektory.

### Sprzedaż
Ford ZX2 oferowany był na rodzimym, amerykańskim rynku do 2003 roku (z Kanady i Meksyku zniknął 3 lata wcześniej). Następnie, produkcję zakończono bez następcy.

### Silniki
- 1997-2002: 2.0 L CVH SPI2000, SOHC I4, 110 KM (82 kW)
- 1998-2003: 2.0 L (1989 cc) Zetec, DOHC I4, 130 KM (97 kW)